# ريتشارد فيهان
ريتشارد فيهان هو سياسي كندي، ولد في 11 فبراير 1960 في إدمونتون في كندا. نشط حزبياً في Alberta New Democratic Party ‏. وقد انتخب عضو الجمعية التشريعية في ألبرتا ‏ عن دائرة Edmonton-Rutherford ‏ خلال فترته النيابية ‏.